# Streets Survivors
Streets Survivors — п'ятий студійний альбом американського гурту Lynyrd Skynyrd, який був випущений 17 жовтня 1977 року.

## Композиції
1. What's Your Name — 3:30
2. That Smell — 5:47
3. One More Time — 5:03
4. I Know a Little — 3:26
5. You Got That Right — 3:44
6. I Never Dreamed — 5:21
7. Honky Tonk Night Time Man — 3:59
8. Ain't No Good Life — 4:36

## Чарти
| Чарт (1977—1978)                                     | Найвища позиція |
| ---------------------------------------------------- | --------------- |
| Australian Albums (Kent Music Report)                | 68              |
| Канада Canada Top Albums/CDs (RPM)                   | 3               |
| Нова Зеландія New Zealand Albums (Recorded Music NZ) | 38              |
| Велика Британія UK Albums (OCC)                      | 13              |
| США Billboard 200                                    | 5               |

## Сертифікації
| Регіон                                             | Сертифікація  | Продажі    |
| -------------------------------------------------- | ------------- | ---------- |
| Канада (Music Canada)                              | Золотий       | 50 000^    |
| США (RIAA)                                         | 2× Платиновий | 2 000 000^ |
| ^відвантаження, що базуються лише на сертифікаціях |               |            |